# 2010年冬季残疾人奥林匹克运动会斯洛文尼亚代表团
2010年冬季残疾人奥林匹克运动会斯洛文尼亚代表团是斯洛文尼亚派出的2010年冬季残疾人奥林匹克运动会代表团。未获得奖牌。